# Utlandshörn (Schiff, 2016)
Die Utlandshörn ist ein Mehrzweckschiff des Niedersächsischen Landesbetriebes für Wasserwirtschaft, Küsten- und Naturschutz (NLWKN). Sie wurde 2016 in Dienst gestellt und ist in Greetsiel beheimatet.

## Allgemeines
Für die Schlickräumung in den ostfriesischen Wattfahrwassern standen dem NLWKN bis 2010 zwei Schiffe zur Verfügung: Die Hooge Hörn (Baujahr 1971) und die Utlandshörn (Baujahr 1954). Wegen unzureichender Sicherheitsstandards musste die Utlandshörn jedoch im Sommer 2010 außer Dienst gestellt werden. Eine unmittelbare Ersatzbeschaffung scheiterte zunächst an den landespolitischen Vorgaben. Erst im Oktober 2013 stimmte der Niedersächsische Landtag einem neuen Schiff zu. Der Auftrag für den Neubau wurde am 8. September 2014 an die Schiffswerft Hermann Barthel in Derben vergeben.
Als Baunummer 187 wurde das Schiff am 10. März 2015 auf Kiel gelegt, lief am 28. Januar 2016 vom Stapel und konnte am 3. März 2016 an den Auftraggeber abgeliefert werden. Die Baukosten von rund vier Millionen Euro sind aus Landesmitteln finanziert worden. Die offizielle Indienststellung erfolgte am 23. März 2016 im Hafen von Greetsiel.
Die Utlandshörn ist primär ein Wasserinjektionsgerät, sie kann aber auch für Schlepp- und Schubaufgaben eingesetzt werden. Diese Mehrzwecknutzung ermöglicht einen wirtschaftlicheren Einsatz. Benannt ist das Schiff nach Utlandshörn, einem Stadtteil von Norden in Ostfriesland.